# لاسنیتس بای موراو
لاسنیتس بای موراو (به آلمانی: Laßnitz bei Murau) یک منطقهٔ مسکونی در اتریش است که در مورو واقع شده‌است. لاسنیتس بای موراو ۴۵٫۵۵ کیلومتر مربع مساحت دارد ۱٬۰۰۸ متر بالاتر از سطح دریا واقع شده‌است.